# 港澳台居民居住证
中華人民共和國港澳居民居住證和中華人民共和國臺灣居民居住證，统称港澳台居民居住证，是中華人民共和國公安部根據《港澳台居民居住证申领发放办法》頒發給常住在中國大陸达六个月以上的香港、澳門、臺灣居民的證件，2018年9月1日起開始發放。
该证件是港澳台居民在中国大陆的有效身份证件，但并非通行证件，不能用于出入境，出入中国大陆须使用港澳居民来往内地通行证或台湾居民来往大陆通行证。

## 历史
2018年以前，香港、澳門和台灣居民在中國大陸的身份證件只有回鄉證或是台胞證，然而這些證件在大陸進行网上购票、自助取票、旅馆入住、金融业务等行為時受到不少阻礙，因此中華人民共和國政府決定推出港澳台居民居住证，让港澳台居民能够享受到与中國大陸居民基本相同的公共服务和便利。
2018年8月16日上午10時，國務院新闻办公室舉辦新聞發佈會，公安部副部長侍俊、国务院台办副主任龍明彪、国务院港澳办副主任黄柳權共同出席。侍俊表示，国务院办公厅將印發《港澳台居民居住證申領發放辦法》，並於9月1日正式實施。2018年8月19日，国务院办公厅正式公佈《港澳台居民居住證申領發放辦法》。
自2018年8月26日開始，各省级行政区公安厅（局）陸續發佈港澳台居民居住證受理點數量以及位置。2018年8月30日，北京市公安局公布居住證樣式，至8月31日晚，公安部公布各地共设立港澳台居民申领居住证受理点6,572个。
2018年9月1日，首日開放申請。各地申請人數分別為：廣東省2,030人、浙江省752人、福建省1,517人、湖北省300多人（其中武漢212人）。廣西南寧凤岭派出所在中午12點製發第一張台灣居民居住证，获得者为南宁市台湾同胞投资企业协会会长周代祥。截至9月3日下午五時，申辦居住證共20,190件，其中台灣9,983張，香港8,362張，澳門1,845張；申請者集中在東南沿海，廣東最多有6,596張，其次為福建5,344張，上海1,663張、浙江1,601張、江蘇1,329張。
截至2018年9月10日，有2.2萬台灣人申請居住证。2018年，北京市共辦理居住證5895張。2019年5月6日，陸委會主委陳明通表示，初步掌握有10萬名左右台灣人申請居住證。香港政制及內地事務局局長聶德權表示，截至2019年9月底，已有20萬香港人申請了居住證。

## 式样

### 登载信息
港澳臺居民居住證樣式不同于中國大陸各地方颁发的居住证，而與中华人民共和国居民身份证相仿，但缺少「民族」。
為了方便港澳台居民與中國大陸對接，港澳台居民居住證采用了和现行中国大陆居民身份證一样的技術，以確保整個中國大陸地區的各種身份識別系統設備都能識讀此证件。

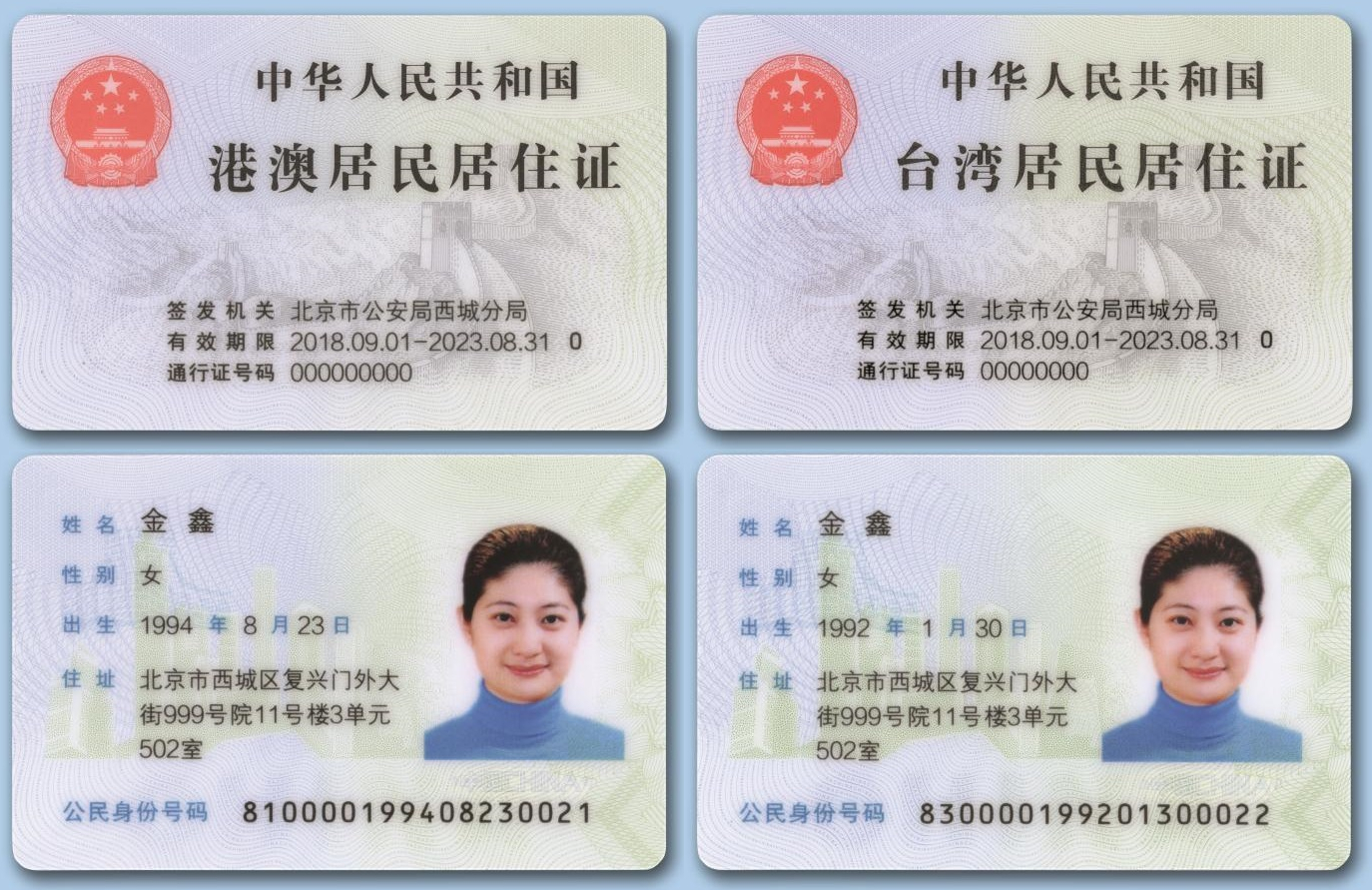
港澳居民居住证正面（左上）　　　台湾居民居住证正面（右上）
港澳居民居住证背面（左下）　　　台湾居民居住证背面（右下）

- 證件正面：在彩虹印刷花紋和長城的襯托下，中華人民共和國國徽位於證件的左上角突出位置，證件名稱分兩行排列於國徽右側證件上方。
- 證件背面：在彩虹印刷花紋襯托下登載持證人身份信息。[13]

根據《港澳台居民居住證申領發放辦法》第七條，港澳台居民居住證的式樣，由公安部商國務院港澳事務辦公室、国务院台湾事务办公室制定。
港澳台居民居住证的內容如下：
- 背面
  - 姓名
  - 性别（“男”或“女”）
  - 出生年月日（格式：“╳╳╳╳年╳月╳日”）
  - 住址（持证人在中国大陆的住址）
  - 公民身份号码（18位，见编码规则章节）
- 正面
  - 签发机关（居住地所处县级人民政府公安机关）
  - 证件的有效期限（格式：“20╳╳年╳月╳日-20╳╳年╳月╳日”）
  - 签发次数（于有效期限右侧登列）
  - 通行证号码（港澳居民所持有的“回乡证”号码为9個數字，台湾居民所持有的“台胞证”号码为8個數字）

此外，于背面右侧印有持证人的彩色免冠照片。

### 編碼規則
居住证将采用公民身份号码，其編碼規則與中國大陸身份证相同，均为18位數，前6位代表公民的户籍地（或出生地），香港、澳門居民的地址碼分別使用810000、820000，臺灣居民的地址碼使用830000。這是中華人民共和國政府首次為港澳台居民编制公民身份号码。

## 功能
港澳台居民居住证因採用身份證相同製作技術，在诸多方面跟第二代中华人民共和国身份证具备相同功能，但不能作為入出境中国大陆的證件。入出境必须使用相应的旅行证件 : 港澳居民须申领回乡证，台湾居民则须申领台胞证，若港澳居民所持回乡证在内地遗失、损毁或者失效，在办理出入境通行证后，不能凭出入境通行证办理此证。
第十一条　港澳台居民在内地（大陆）从事有关活动，需要证明身份的，有权使用居住证证明身份，有关单位及其工作人员不得拒绝。
第十二条　港澳台居民居住证持有人在居住地依法享受劳动就业，参加社会保险，缴存、提取和使用住房公积金的权利。县级以上人民政府及其有关部门应当为港澳台居民居住证持有人提供下列基本公共服务：
（一）义务教育；
（二）基本公共就业服务；
（三）基本公共卫生服务；
（四）公共文化体育服务；
（五）法律援助和其他法律服务；
（六）国家及居住地规定的其他基本公共服务。
第十三条　港澳台居民居住证持有人在内地（大陆）享受下列便利：
（一）乘坐国内航班、火车等交通运输工具；
（二）住宿旅馆；
（三）办理银行、保险、证券和期货等金融业务；
（四）与内地（大陆）居民同等待遇购物、购买公园及各类文体场馆门票、进行文化娱乐商旅等消费活动；
（五）在居住地办理机动车登记；
（六）在居住地申领机动车驾驶证；
（七）在居住地报名参加职业资格考试、申请授予职业资格；

（八）在居住地办理生育服务登记；——《港澳台居民居住证申领发放办法》
雖然银行、職業資格考試、醫保等業務，已被上述法規列舉要求承認，但仍常出現不支持使用港澳臺居住證、無法自助人臉識別的情況。其餘卖场会员卡、共享单车等公私各界原有建制的實名認證或人臉識別系統，更有大量不承認港澳臺證件號碼的情況。
對持證者而言，居住证和台胞证（回鄉證）都是有效证件號碼，两个证件分属公安部下治安管理局和出入境管理局发放，数据信息不互通，日常使用時常出現衝突，使人无所适从。自2025年3月20日起，出入境管理局对外提供「通行证与居住证关联」核验服务，持證人可向縣級以上公安出入境管理機構申請開具紙質關聯證明。行业主管部门及有关企业对接「出入境证件身份认证平台」後，也可從系統中自動核驗雙證的關聯情況。

## 申领

### 签发机构
截至2018年8月31日，公安部公布的各地共设立港澳台居民申领居住证受理点共有6,572个。
| 各省市受理点信息列表 | 各省市受理点信息列表 | 各省市受理点信息列表 | 各省市受理点信息列表 | 各省市受理点信息列表                             |
| 省級行政區           | 受理點數量           | 發佈單位             | 發佈日期             | 說明                                             |
| -------------------- | -------------------- | -------------------- | -------------------- | ------------------------------------------------ |
| 廣東省               | 386                  | 廣東省公安廳         | 2018年8月26日        | 首個省市發布                                     |
| 福建省               | 1217                 | 福建省公安厅         | 2018年8月27日下午    | 所有公安户籍办理窗口均设立受理点                 |
| 湖北省               | 168                  | 湖北省公安厅         | 2018年8月28日        |                                                  |
| 贵州省               | 99                   | 贵州省公安厅         | 2018年8月29日        |                                                  |
| 江苏省               | 135                  | 江苏省公安厅         | 2018年8月29日        |                                                  |
| 安徽省               | 162                  | 安徽省公安厅         | 2018年8月29日        |                                                  |
| 上海市               | 34                   | 上海市公安局         | 2018年8月29日        | 2018年10月12日公布新增设的9个受理点              |
| 山西省               | 150                  | 山西省公安厅         | 2018年8月29日        |                                                  |
| 吉林省               | 77                   | 吉林省公安厅         | 2018年8月30日        |                                                  |
| 陕西省               | 127                  | 陕西省公安厅         | 2018年8月30日        |                                                  |
| 江西省               | 138                  | 江西省公安厅         | 2018年8月30日        |                                                  |
| 河北省               | 191                  | 河北省公安厅         | 2018年8月30日        |                                                  |
| 辽宁省               | 257                  | 辽宁省公安厅         | 2018年8月30日        |                                                  |
| 重庆市               | 110                  | 重庆市公安局         | 2018年8月30日        |                                                  |
| 四川省               | 189                  | 四川省公安廳         | 2018年8月30日        |                                                  |
| 山东省               | 196                  | 山东省公安廳         | 2018年8月30日        |                                                  |
| 海南省               | 26                   | 海南省公安厅         | 2018年8月30日        |                                                  |
| 广西壮族自治区       | 1421                 | 廣西壮族自治区公安廳 | 2018年8月30日        |                                                  |
| 黑龍江省             | 111                  | 黑龍江省公安廳       | 2018年8月30日        |                                                  |
| 河南省               | 225                  | 河南省公安廳         | 2018年8月30日        |                                                  |
| 北京市               | 304                  | 北京市公安局         | 2018年8月30日        |                                                  |
| 天津市               | 24                   | 天津市公安局         | 2018年8月30日        |                                                  |
| 浙江省               | 322                  | 浙江省公安廳         | 2018年8月31日        |                                                  |
| 湖南省               | 131                  | 湖南省公安廳         | 2018年8月31日        |                                                  |
| 内蒙古自治区         | 108                  | 内蒙古自治区公安厅   | 2018年8月31日        |                                                  |
| 云南省               | 71                   | 云南省公安厅         | 2018年8月31日        |                                                  |
| 青海省               | 10                   | 青海省公安厅         | 2018年8月31日        |                                                  |
| 西藏自治区           | 1                    | 西藏自治区公安厅     | 2018年9月1日         | 西藏自治区公安厅出入境管理总队办证大厅设立受理点 |
| 宁夏回族自治区       | 23                   | 宁夏回族自治区公安厅 | 2018年9月4日         |                                                  |
| 甘肃省               | 91                   | 甘肃省公安厅         | 2018年9月7日         |                                                  |

### 办理费用
依据中华人民共和国政府国务院办公厅规定，首次申请领取居住证者，免收证件工本费。换领、补领居住证，应当缴纳证件工本费，费用依据《居住证暂行条例》执行。

## 香港及澳門的反應
香港特别行政区行政长官林郑月娥代表香港對中央表示感謝，並認為居住證會受到很多港人欢迎。澳門特别行政区政府代表澳門對此表達感謝，並將全力配合中央政府的政策。
新华社在报导中称港澳台居住证使港澳台居民享受更多便利，“含金量高、切实有需求”，申领首日出现“抢办”热潮。《香港經濟日報》報導稱港澳台居住證給在內地生活和發展的香港人帶來了更多生活便利。

## 台灣各方的反應
中华民国大陸委員會认为，居住證與居民身份證格式設計、圖徽、揭露訊息等幾乎一致，「陸方內國化與矮化我主權地位的政治圖謀已昭然若揭」。陸委會並指出，在中國大陸居住滿183日者即為「中國稅收居民」，須就全球收入向陸方繳納個人所得稅，持有居住證可能會增加稅務負擔。
中華民國總統蔡英文認為，居住證只是一張讓生活上便利性的卡片，不代表對政治主體的認同。 蔡英文政府於9月20日由行政院發言人表示，將研擬限縮持證者在台灣公民權的管制措施，做法需要收集意見。陸委會9月26日表示，對取得居住證的台灣民衆，政府將寬容對待。
民進黨立委王定宇擬提案對台灣居民持證者註銷台灣地區戶籍。行政院亦審議修正草案，擬要求申領居住證者需向台灣政府申報，未申報者將處罰，並禁止從事機敏工作者申領，惟因政治考量未在行政院院會通過。
台湾联合新闻网评论称，港澳台居住证生效后“恐侵台湾主权”。自由时报认为居住证“危及台湾民主”，台湾人受同化“恐遭统一”。中央通讯社认为居住证是中國大陸政府“融合”政策的一环，对于不需要中國大陸户籍的台湾人来说“利益相对薄弱但风险可能很大”。
中時電子報称居住证带来對中國的“满满归属感”。東森新聞雲大陸中心報導指出該政策一推出，各地湧現搶辦熱潮，在中國大陸就學的學生更肯定這項政策。聯合新聞網報導指出港澳台居住證已有超過2萬2千名台灣同胞申領。台商受訪時肯定居住證的措施，並強調台胞居住證主要是解決台灣居民在工作、生活中的需要，但憂慮蔡英文政府政策，畢竟申領人還是台灣居民，擔心蔡英文政府限制國人的自由，影響向心力。

### 2025年清查潮
賴清德政府官員在2025年2月表示，將推動兩岸條例修法，將居住證申領納入規管，正研議具體方案。其後，賴清德政府發函全臺各機關學校，令公務員、教師具結「未擁有居住證」，引起爭議。陸委會在3月13日發稿說，居住證是「扭曲國人對國家認同、混淆兩岸人民身份」的灰色作戰，基於政策要求不允許現職軍公教人員配合中共統戰作為，軍公教有配合國家政策之義務；且現職軍公教人員，不可能符合「居住6個月」等申領條件，如其持有居住證，任職機構「即有責任厘清在人事差勤或赴陸管理制度上是否出現重大漏洞」。當事人如拒絕配合本次專案清查具結，政府不會作為懲處依據。下一步將擴展至公營企業、事業法人等。